# 千田貞暁

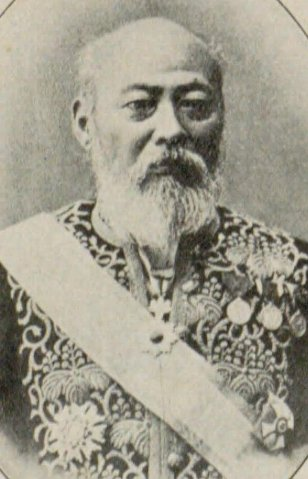
千田貞暁

千田 貞暁（せんだ さだあき、天保7年7月29日（1836年9月9日） - 明治41年（1908年）4月23日）は、幕末の志士、明治時代の県令（知事）、貴族院議員、正三位勲一等男爵。広島県の県令のち県知事後、新潟県・和歌山県・愛知県・京都府・宮崎県知事を歴任した。旧名伝一郎。

## 経歴

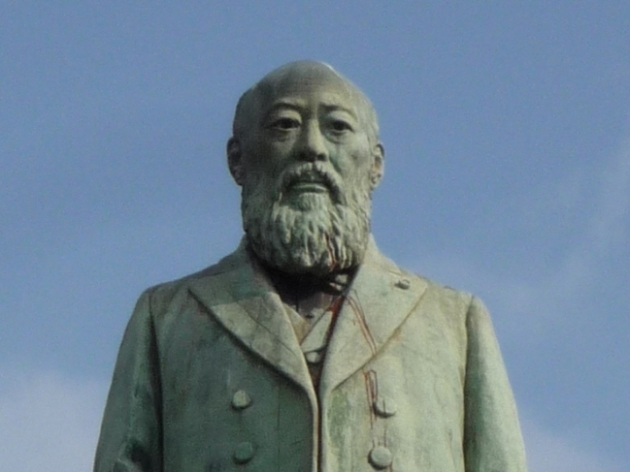
千田貞暁銅像

薩摩藩士・千田伝左衛門の子として生まれる。1865年、黒田清隆、市来四郎、橋口兼三らと薩摩藩内の廃仏毀釈の建白書を家老桂久武に提出する。島津忠義、島津久光も賛成し即日決断となる。1868年、戊辰戦争に新政府軍として参加。
1872年1月、東京府に出仕し、典事、教部省出仕、東京府参事、同・大書記官を歴任した。1880年4月6日、広島県令に就任。1884年に宇品港築港及び宇品干拓起工した。1886年7月20日、明治19年の地方官官制により、県令が県知事と改められた。1889年12月26日、築港計画が粗漏として、宇品港及び宇品干拓完成直前に、新潟県知事に左遷された。在任中、石油の機械採掘に力を尽くす。その後、和歌山県、愛知県各知事を歴任した。
1892年9月、京都府知事に就任。同年、京都府農事講習所（後の京都府立農林専門学校）を設立した。また、京都〜舞鶴間の鉄道建設の許可を出した。その後、宮崎県知事を務めた。
1898年、宇品港築港等の功績により広島市会より感謝状を贈られた。1898年2月、男爵を叙爵。1904年5月19日、錦鶏間祗候となる。同年7月10日、貴族院議員となり、死去するまで在任した。
1908年4月23日、肺炎のため死去。勲一等瑞宝章を追贈された。墓所は青山霊園。

## 宇品築港事業

### 広島へ赴任
千田は前任地の大分県から海路汽船により広島へ県令として赴任した。その際、太田川が運ぶ土砂により遠浅の干潟が続く広島へは、沖合いの宇品島（現在の元宇品）で乗客用の和船に乗り換えたり、貨物は艀（はしけ）に乗せ変えたりしなければならず、また乗り換えても遠浅の海が潮が満ちるのを待たねばならないことを目の当たりにした。
着任早々市内を巡視した千田は、インフラが藩政時代のままのため方々で物資が渋滞し、それが原因で経済活動が停滞していることに驚いた。そこで港の整備とそこへ続く道路の整備が必要と考え、宇品築港を決意した。

### 宇品築港計画
1881年5月末、千田は内務省（内務卿松方正義）宛に要請し、お雇い外国人ムルデル（A.T.L.R.Mulder：蘭）に現地を視察させ調査・計画策定させる事となった。ムルデルは内務省嘱託1等工師（技師）である。当時のお雇い外国人の中でオランダ人は土木分野、特に河口近くの平野部で堤防の建設や、川底の掘り下げや分水などを行い、洪水予防をする工事や運河を建設したり港湾の建設といった「低水工事」がお家芸であり高く評価されて雇われていた。太田川デルタ河口の遠浅の海での干拓と港湾建設には適任であるといえる。
ムルデルは現地を視察し、築港計画のみでは太田川の土砂運搬作用により遠からず土砂が堆積し、沿岸流により漂砂として港湾に流れてくると予想した。そこで築港と同時に宇品島（現在の元宇品）と京橋川左岸の間に堤防を築き、干拓地を作ることになった。
まず京橋川左岸の皆実新開と宇品島の間に堤防を築き、宇品、金輪島両島の間の海峡を大きな船の停泊場とする。第2の工事として停泊場と広島市街を結ぶ車道を作る。第3の工事は、皆実新開と宇品島の間に新開墾地（干拓地）をつくるというものである。

### 反対運動

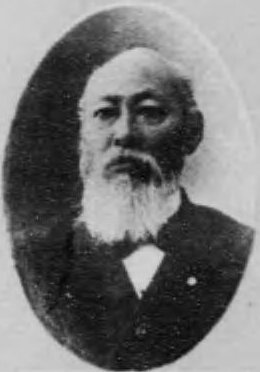
千田貞暁

千田は広島市内の有志を招集し、築港計画の起工について満場一致の賛同を得た。計画はスタートを切ったのである。ところが、ここに来て大きな反対運動が起こった。
広島では江戸時代の終わり頃より海苔を薄く精製した漉き海苔が西国で初めて作られ、養殖海苔の一大産地であった。また現在も有名である広島の牡蠣養殖も牡蠣筏を使用した養殖ではなく、干潟に直接雑木や竹を立てて養殖していた（孟宗竹を利用した沖合いの牡蠣筏による養殖は昭和30年代より）。また干潟ではアサリの採取も行われており、仁保島村大河など計画地の周辺の住民達は漁場や海苔や牡蠣の養殖場を奪われて生計を失うとして激しい反対運動を開始した。
寺の梵鐘を合図に反対派住民は集まり、賛成派住民の商店からの不買を決議して気勢を上げた。また反対派住民は反対陳情の為千田県令の家に押しかけたが、まるで陳情といった光景ではなく、ムシロ旗を先頭に立て竹槍を携えておりあたりには不穏な空気が漂っていたという。
しかし千田の説得や交渉で、工事用資材の運搬などの人夫に反対派住民を優先して雇用した。この賃金が漁場や養殖場を失うことを十分償うものであると住民も理解したため、反対運動は半年後に収まった。

### 工費の膨張と左遷
宇品築港計画は試算によると18万余と言う巨費が必要とされた。そこで経費節減のため工費切り詰めが考えられ、備前岡山の吉備開墾社の干拓堤防等で人造石による工法を確立していた服部長七による人造石工法が検討された。人造石による大規模な工事は初めてであるので県の地質課長に問い合わせ、前述の工事等で未だに修繕が必要ないこととコストの兼ね合いで工事発注となった。また千田は工事に必要な土砂を県が現場に直接現物を運ぶようにし、更に工事費を切り詰め、総工費は8万7000円と見積もられた。
工事費は旧広島藩主浅野氏からの士族授産補助金、国庫からの士族授産金と担保として築港埋立地をあてたが、1884年9月に起工したものの災害や潮止め工事の堤防からの漏水による崩壊、労費、資材費の値上がりに常に悩まされた。1886年より広島市近隣では当時の国策事業である海軍の増強に伴う大規模工事での人員不足や、それに伴う資材や賃金の上昇が見られたことも工費の膨張の一因となった。
（1886年5月4日に呉鎮守府設置が定められ用地買収と工事の開始、1886年10月1日より東京築地にあった海軍兵学校の江田島への移転工事の開始）。海岸埋立地を宅地として売却、国に対する補助金の申請による2回の国庫からの補助金や千田や服部長七は私財をも投入し1889年11月、5年の歳月と着工時の3倍強の30万円余と言う巨費を費やしてついに宇品築港は完成した。
しかし政府は1889年3月には千田に対し「宇品築港計画ノ粗漏ナリシ為更ニ国庫ノ補助ヲ仰クニ至リタルハ不付合ニ至リタルハ不都合ニ付罰俸年俸十二分ノ一ヲ科ス」との懲戒を科し、更に同年12月、竣功式を前にして千田は新潟県知事に転任させられた。

### 再評価

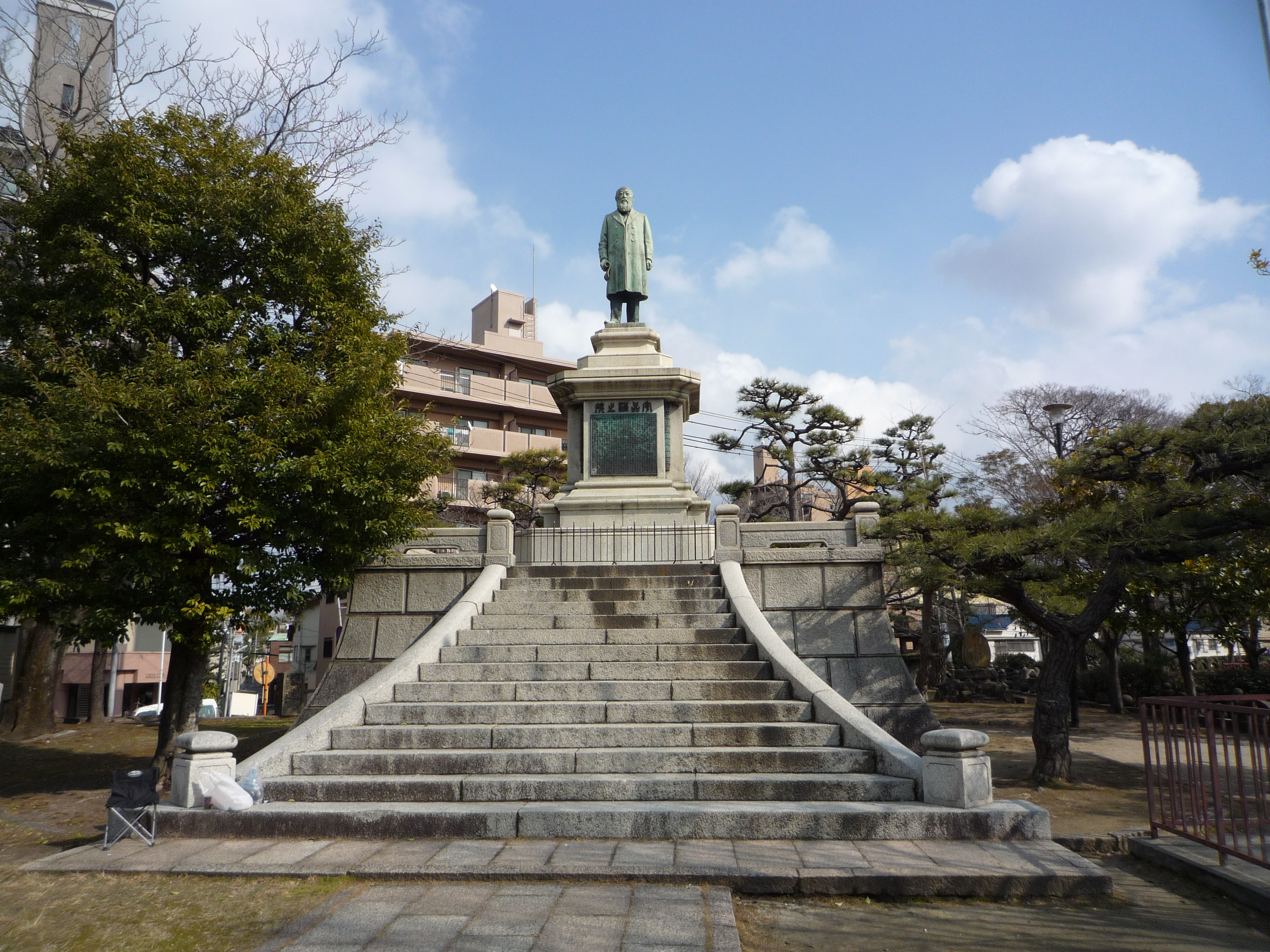
千田貞暁銅像全体

完成した宇品港は広島という地方都市には不釣合いな大規模なもので当初は余り利用されず、工事中から県令の個人的功名心に駆られた工事であるとか大変な失政だとの批評を受けた。当時、琵琶湖疏水工事とともに天下の二大工事と喧伝されたからである。
しかし千田はもとより師団のある広島では、宇品港は一地方の利便にのみに止まらず、広く陸海両軍の兵事にも益を与えるべき事業だと考えており、こうした千田の先見の明は1894年から1895年の日清戦争では近代港湾があり、鉄道が整備され、物資の蓄積に便がある大陸に近い最西端の都市であるとして広島に大本営と帝国議会が設置され臨時の首都となる事で証明された。更に1904年から1905年の日露戦争では引き続き国内の重要拠点として港湾労働者や荷役や輸送、飲食店などに従事するものに雇用を生み官民ともに活況を呈した。また軍港としての役割のみならず、明治後期や大正にかけての時期には大陸航路を初めとして一般港としても賑わうようになった。宇品中央公園にある文部省唱歌「港」の歌碑はこのころの宇品の賑わいを歌ったものである。
以上のような経緯により、千田は近代広島の発展に寄与したとして再評価され、1898年には男爵を授爵し広島市会から感謝状を送られた。死後、1908年に宇品築港記念碑、1915年に本人の銅像、1925年には千田廟社 (千田神社）が立てられた。これらは併せて千田廟公園として整備され、今に至るまで千田の功績を後世に伝えている。また千田の功績をたたえ、広島市国泰寺村の一部が千田町と改称され現在に至っている。

## エピソード
- 徳冨蘆花の自伝小説『冨士』（1925年初版）の文中、主人公が1895年3月に広島を訪れる場面に、「宇品に着いた。衆議を排し、私費をまで注ぎ込んで、良二千石千田貞暁の築いた港、日清戦争が裏書きした「信念」の現象である」との文言がある。「良二千石」とは善政を敷く立派な地方長官の意である。

## 栄典
位階
- 1886年（明治19年）11月16日 - 正五位[3]

勲章等
- 1884年（明治17年）11月13日 - 勲六等単光旭日章[4]
- 1889年（明治22年）
  - 11月25日 - 大日本帝国憲法発布記念章[5]
  - 12月27日 - 勲五等瑞宝章[6]
- 1890年（明治23年）12月26日 - 勲四等瑞宝章[7]
- 1905年（明治38年）1月20日 - 御紋付御杯[8]

外国勲章佩用允許
- 1885年（明治18年）6月16日 - ハワイ王国：王冠勲章ナイトグランドオフィシル[9]

## 親族
- 嗣子千田嘉平は陸軍少将、貴族院男爵議員。
- 甥の千田貞敏（海軍中将）・千田貞季（陸軍中将）は、ともに太平洋戦争にて戦死